# Marie Thérèse Henderson
Marie Thérèse Henderson ist eine britische Musikerin und Komponistin.
Henderson ist die Komponistin (und Solosängerin) der zahlreichen Neuen Geistlichen Lieder der zur Fokolar-Bewegung gehörenden Frauenband Gen Verde, deren musikalische Leiterin sie von 1971 bis 2011 war.
Sie stammt aus Glasgow und studierte Gesang und Kontrabass an der Royal Scottish Academy of Music. Sie ist Professorin für Theologie, Philosophie und Humanwissenschaften an dem katholischen, zur Fokolar-Bewegung gehörenden Istituto Universitario Sophia in Figline e Incisa Valdarno.

## Bekannte Werke
- Gen-Messe (Wir kommen zu dir, Heilig ist der Herr, Schau auf unsre Gaben) (Text: Giovanni Zappalà, Matilde Cocchiaro; Musik: Antonino Mancuso, Marie Thérèse Henderson)
- Die Brücken (Überall auf der ganzen Welt), Text: Matilde Cocchiaro
- Jubeln wolln wir
- Let me be (Lord I feel the pain of your heart)
- Auf vielen, weitverzweigten Straßen
- Ja, was wären wir